# Transrapid 08
Der Transrapid 08 (kurz TR08) ist ein von ThyssenKrupp-Transrapid gebautes Magnetschwebebahn-Fahrzeug der Transrapid-Reihe und als Vorserienfahrzeug die Weiterentwicklung des Transrapid 07. Das für eine Geschwindigkeit von 550 km/h ausgelegte Fahrzeug wurde 1999 in den Fernverkehrsfarben der Deutschen Bahn der Öffentlichkeit vorgestellt. Die Erprobung erfolgte auf der Transrapid-Versuchsanlage Emsland (TVE).

## Technik
Im Jahr 2004 erhielt der Typ vom Eisenbahn-Bundesamt (EBA) die Zulassung für den autonomen Betrieb bei allen Geschwindigkeiten. Das Transrapid-System ist damit bis heute das einzige Verkehrsmittel, das im Hochgeschwindigkeitsverkehr autonom fahren darf.

## Einsatz

### Erprobung auf der TVE
Im August 1999 wurde das Fahrzeug auf die Transrapid-Versuchsanlage Emsland überführt und dort bis 2006 betrieben.

#### Unfall 2006

Der Zug auf der Teststrecke der TVE

Am 22. September 2006 ereignete sich mit dem Transrapid 08 der Transrapidunfall von Lathen mit 23 Toten und 10 Verletzten. Das Fahrzeug stieß bei der Geschwindigkeit von 162 km/h mit einem von zwei Arbeitern bemannten Werkstattwagen zusammen. Der Werkstattwagen sowie der vordere Teil der Magnetschwebebahn wurden durch den Aufprall völlig zerstört.

### Magnetschnellbahn Berlin-Hamburg
55 Einheiten des Fahrzeugs waren für die geplante Magnetschnellbahn Berlin–Hamburg vorgesehen. Ende 1997 wurde damit gerechnet, dass das Fahrzeug Ende 1998/Anfang 1999 für die Typenzulassung durch das Eisenbahn-Bundesamt zur Verfügung stehen würde.

### SMT

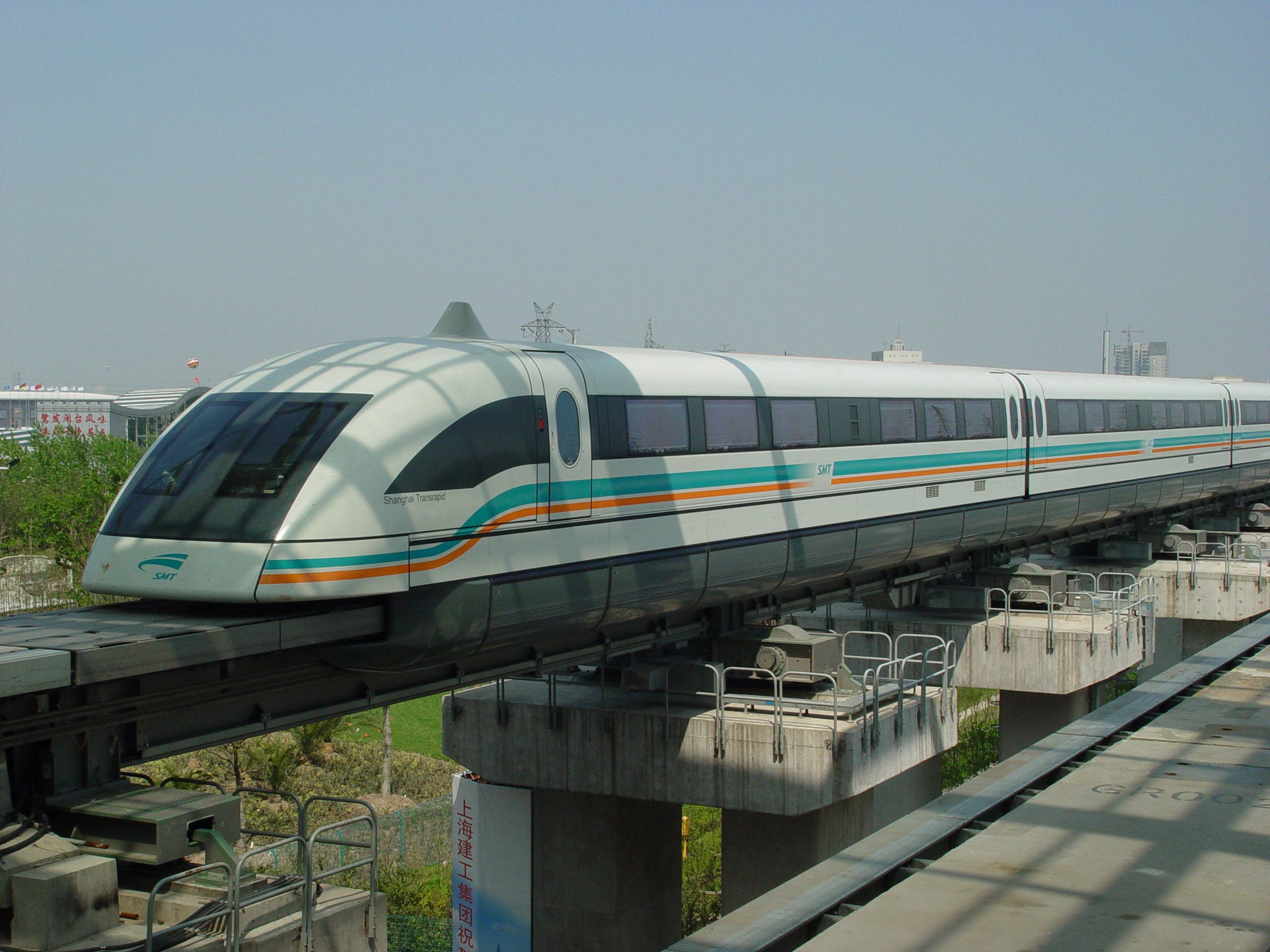
Ein SMT-Fahrzeug in Shanghai

In Shanghai fährt eine abgeänderte Version mit der Modellbezeichnung SMT (Shanghai Maglev Train), die für den Einsatz im Nahverkehr optimiert ist. Dieses Fünf-Sektionen-Fahrzeug unterscheidet sich äußerlich kaum vom TR08. Es fehlt jeweils auf jeder Seite einer Sektion ein Fenster wegen der Luftauslässe der leistungsstärkeren Klimaanlagen. Der Unterboden wurde deswegen abgeändert, die Stahlkufen durch CFK-Kufen ersetzt und die Fahrzeugelektronik auf die Anforderungen in Shanghai angepasst. Innerlich unterscheidet sich das Fahrzeug durch eine andere Bestuhlung, die Zweiteilung des Innenraumes, das Fehlen der Glastüren sowie das Weglassen der Toiletten.
Von dieser Version wurden drei in Deutschland gebaute Fahrzeuge beim SMT eingesetzt, 2010 dort eine wiederum abgeänderte Version entwickelt, die über andere Rücklichter und einen kleineren Luftspalt von 8 mm verfügt.
Am 11. November 2003 erreichte der SMT auf der Strecke in Shanghai vor der Aufnahme des planmäßigen Betriebs eine Geschwindigkeit von 501,5 km/h.

## Verbleib

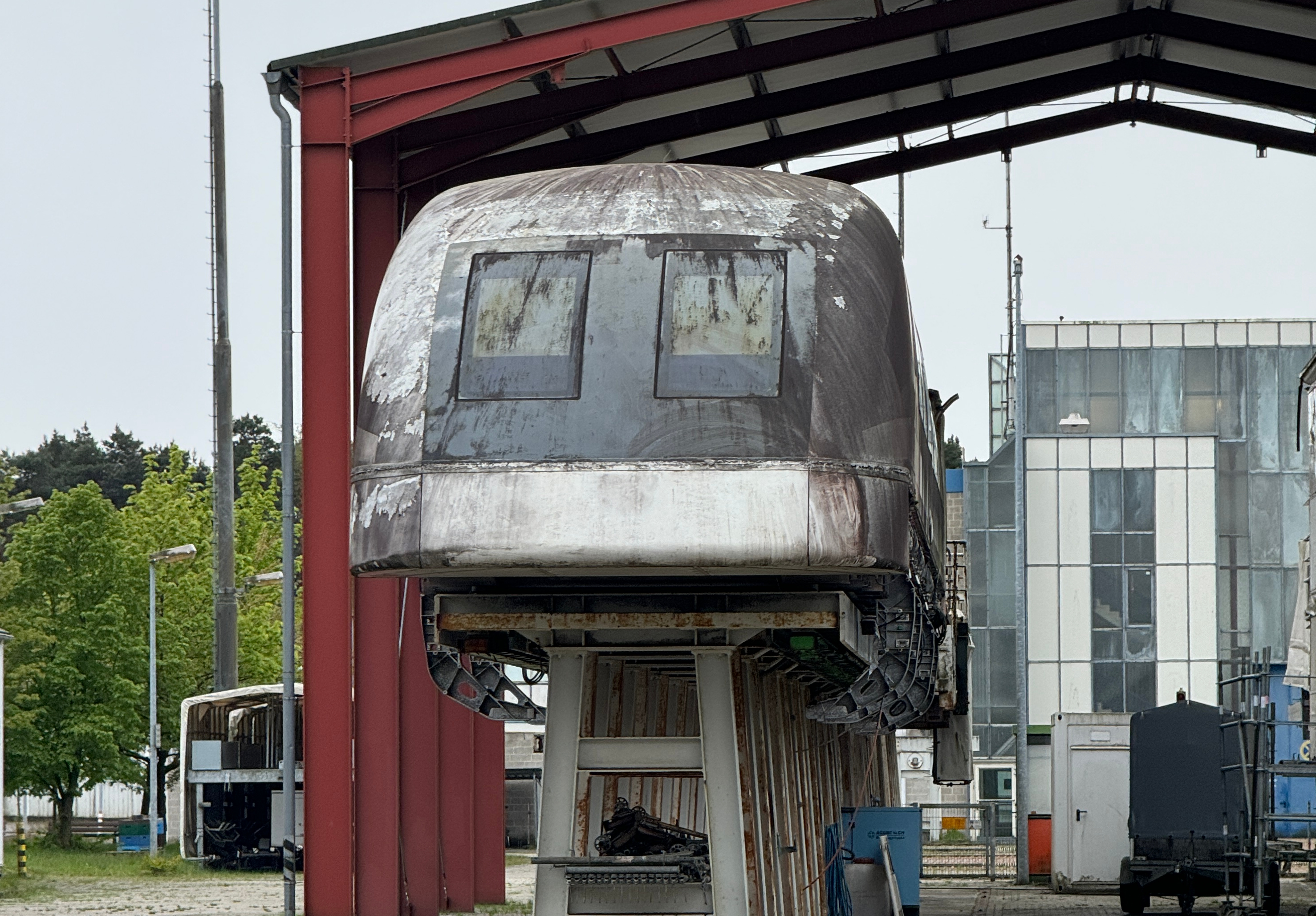
Die unbeschädigte Endsektion E1 auf dem Gelände der TVE

Die beim Unfall zerstörte Endsektion und die Mittelsektion wurden versteckt auf dem Gelände der TVE eingelagert, die andere Endsektion E2 befindet sich sichtbar auf dem Werksgelände.